# نان فيلبس
نان فيلبس (بالإنجليزية: Nan Phelps)‏ هي رسامة أمريكية، ولدت في 25 أغسطس 1904 في لندن في الولايات المتحدة، وتوفيت في 17 يناير 1990 في هاملتن في الولايات المتحدة.

## معرض صور

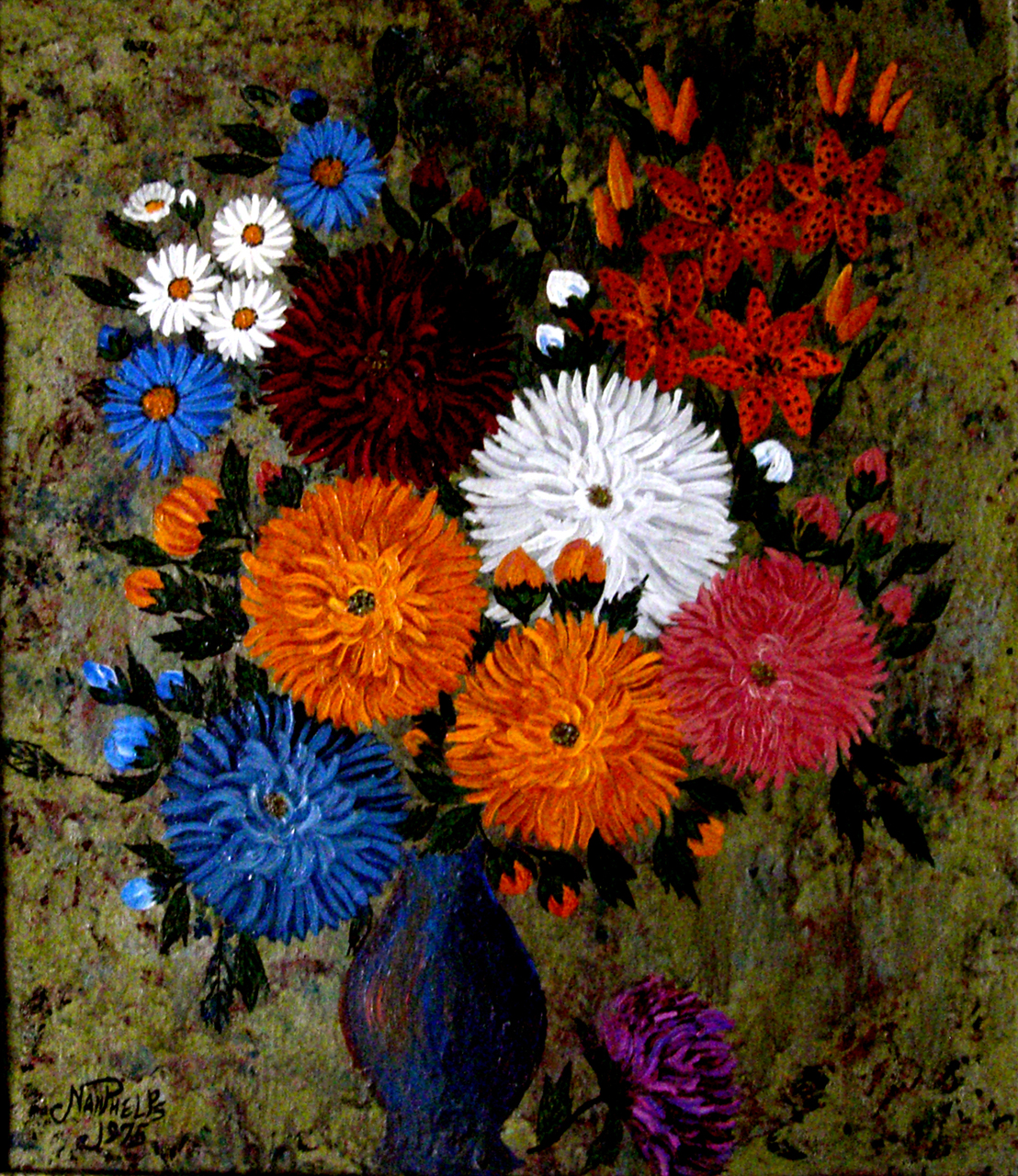
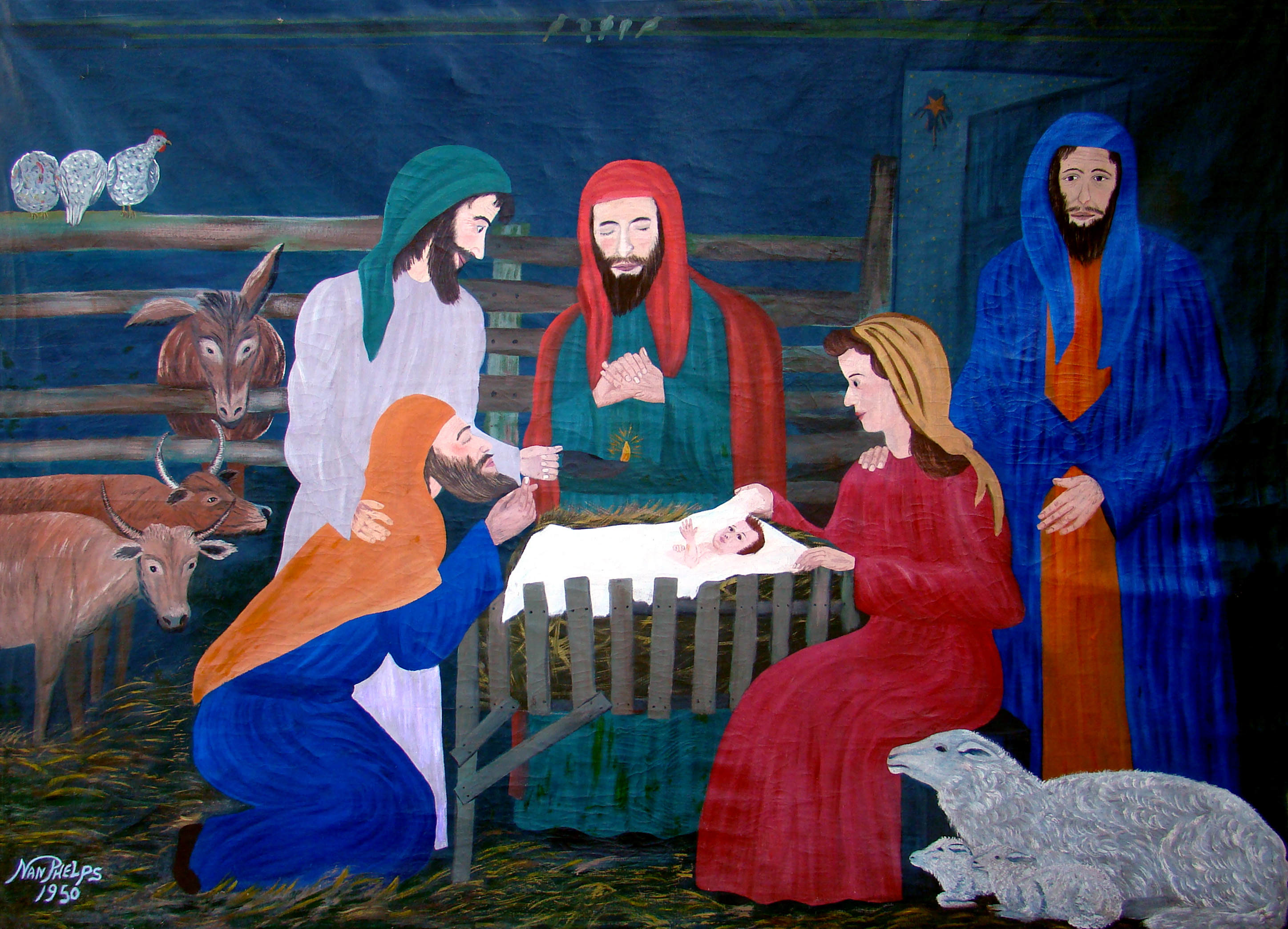
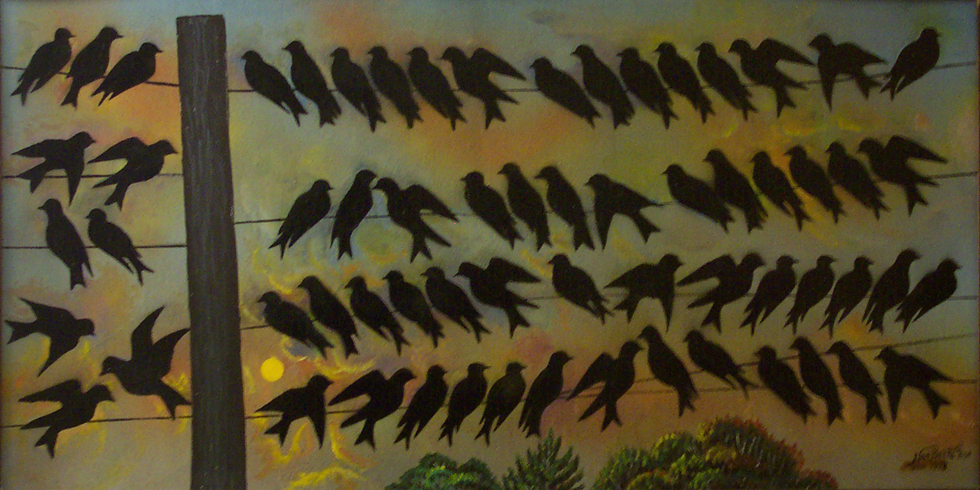